# ATP Lyon Open
ATP Lyon Open (також Open Parc Auvergne-Rhône-Alpes Lyon) — колишній міжнародний чоловічий професійний тенісний турнір, який проводився з 2017 до 2024 року в Ліоні, Франція на відкритих ґрунтових кортах. Турнір замінив в розкладі ATP Open de Nice Côte d'Azur.
Був одним з чотирьох турнірів туру ATP 250 у Франції (інші три — Open Sud de France, Open 13 та Moselle Open).

## Фінали

### Одиночний розряд
| Рік  | Чемпіон                                              | Фіналіст                                             | Рахунок                                              |
| ---- | ---------------------------------------------------- | ---------------------------------------------------- | ---------------------------------------------------- |
| 2017 | Жо-Вілфрід Тсонга                                    | Томаш Бердих                                         | 7–6(7–2), 7–5                                        |
| 2018 | Домінік Тім                                          | Жиль Сімон                                           | 3–6, 7–6(7–2), 6–1                                   |
| 2019 | Бенуа Пер                                            | Фелікс Оже-Аліассім                                  | 6–4, 6–3                                             |
| 2020 | Не проводився через Пандемію коронавірусної хвороби. | Не проводився через Пандемію коронавірусної хвороби. | Не проводився через Пандемію коронавірусної хвороби. |
| 2021 | Стефанос Ціціпас                                     | Кемерон Норрі                                        | 6–3, 6–3                                             |
| 2022 | Кемерон Норрі                                        | Алекс Молчан                                         | 6–3, 6–7(3–7), 6–1                                   |
| 2023 | Артюр Фіс                                            | Франсіско Черундоло                                  | 6–3, 7–5                                             |
| 2024 | Джованні Мпетші Перрікар                             | Томас Мартін Етчеверрі                               | 6–4, 1–6, 7–6(9–7)                                   |

### Парний розряд
| Рік  | Чемпіони                                             | Фіналісти                                            | Рахунок                                              |
| ---- | ---------------------------------------------------- | ---------------------------------------------------- | ---------------------------------------------------- |
| 2017 | Андрес Мольтені Аділ Шамасдін                        | Маркус Даніелл Марсело Демолінер                     | 6–3, 3–6, [10–5]                                     |
| 2018 | Нік Киріос Джек Сок                                  | Роман Єбави Матве Мідделкоп                          | 7–5, 2–6, [11–9]                                     |
| 2019 | Едуар Роже-Васслен Іван Додіг (1)                    | Кен Скупскі Ніл Скупскі                              | 6–4, 6–3                                             |
| 2020 | Не проводився через Пандемію коронавірусної хвороби. | Не проводився через Пандемію коронавірусної хвороби. | Не проводився через Пандемію коронавірусної хвороби. |
| 2021 | Юго Нис Тім Пюц                                      | П'єр-Юг Ербер Ніколя Маю                             | 6–4, 5–7, [10–8]                                     |
| 2022 | Остін Крайчек Іван Додіг (2)                         | Максімо Гонсалес Марсело Мело                        | 6–3, 6–4                                             |
| 2023 | Ражів Рам Джо Солсбері                               | Ніколя Маю Матве Мідделкоп                           | 6–0, 6–3                                             |
| 2024 | Гаррі Геліоваара Генрі Паттен                        | Альбано Оліветті Юкі Бгамбрі                         | 3–6, 7–6(7–4), [10–8]                                |